# ولغا
ولغا من القرى السورية الواقعة في محافظة السويداء.

## الموقع
تبعد حوالي 5كلم عن مدينة السويداء، على طريق دمشق القديم...باتجاه الغرب إلى الشمال قليلاً.